# Justa Grata Honoria

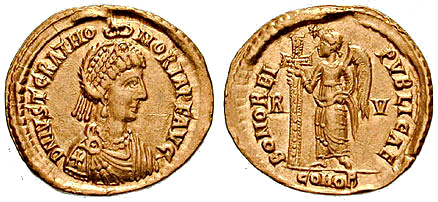
Mynt slaget över Justa Grata Honoria

Justa Grata Honoria, född 418, död 455, var en romersk prinsessa. Begåvad och maktlysten men illa behandlad vid hovet, vände sig Grata till Attila, vilken upptog hänvändelsen som ett giftermålsanbud och krävde "prinsessan och halva kungariket". Kejsarens vägran blev en orsak till att Attila bröt in i Gallien och, där besegrad, i Italien. Vid hans återtåg vägrade kejsaren fortfarande att utlämna Grata.

## Biografi
Justa Grata Honoria var dotter till kejsar Constantius III och Galla Placidia och syster till kejsar Valentinianus III. Hennes bror besteg tronen 425 under deras mors regentskap, och hon fick själv hederstiteln Augusta.
Justa Grata Honoria är främst känd för sin intrig med hunnerhövdingen Attila. Hennes bror trolovade henne år 450 mot hennes vilja med den romerske senatorn Bassus Herculanus. För att undvika detta sände hon en ring och ett meddelande till Attila och bad honom om hjälp. Atilla valde att tolka begäran om hjälp som ett förslag om äktenskap, bad om halva Västrom som hemgift och hotade att invadera riket. Han sände ambassadörer till Ravenna 451 och 452 som utan framgång försökte tala för hans sak, och gjorde 452 ett misslyckat invasionsförsök av Italien.
Det är inte känt vad som hände med Justa Grata Honoria, men kejsaren ska ha övertalats av deras mor att sända bort henne snarare än avrätta henne. Hon nämns inte bland fångarna efter Roms skövling (455), då hennes bror avrättades och hennes svägerska och syskonbarn togs som fångar, och det antas att hon avled någon gång mellan 452 och 455.